# Valenzuela flavidus
Valenzuela flavidus — вид сеноедов.

## Распространение
Распространён в Палеарктике. На Дальнем Востоке встречается на Чукотке, в Магаданской и Камчатской областях и в Приморском крае (где встречается с июля по август). Населяет также лесную зону Голарктики.

## Описание
Голова жёлтая, с крупным крючковидным медиальным пятном, которое занимает темя и лоб; тело желтоватое, тергиты груди коричневые. Передние крылья желтоватые, анальная ячейка коричневая, жилки с крючковым окаймлением. Вершина лацинии утолщена. Хетоиды на эпипрокте и парапроктах самца немногочисленные, разрежённые; генитальная пластинка самки без пигментации; базальная аподема пениса узкая.

## Развитие
Вид имеет обоеполые и партеногенетические расы. Вид может давать до трёх поколений в году, первое поколение развивается в подстилке, последующие на растительности.